# Wanstead House
Wanstead House est une ancienne demeure aristocratique britannique construite à partir de 1715 dans l'actuel Grand Londres. Détruite en 1825, elle occupait ce qui constitue aujourd'hui le Wanstead Park dans le borough londonien de Redbridge.

## Histoire

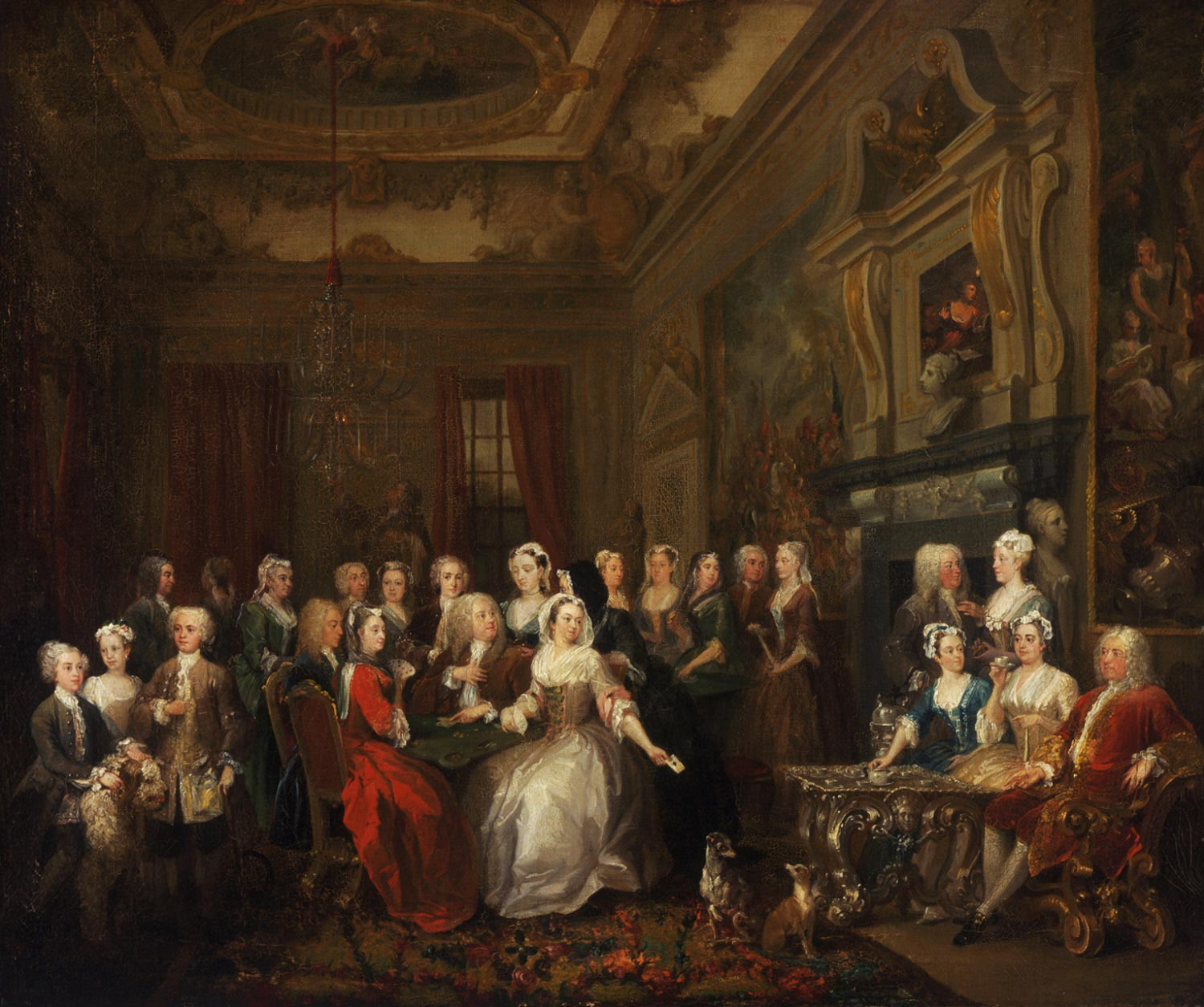
William Hogarth, Assembly at Wanstead House (vers 1731), huile sur toile, Philadelphia Museum of Art.

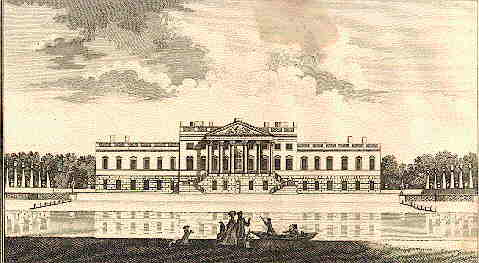
Wanstead House, d'après une gravure de 1771.

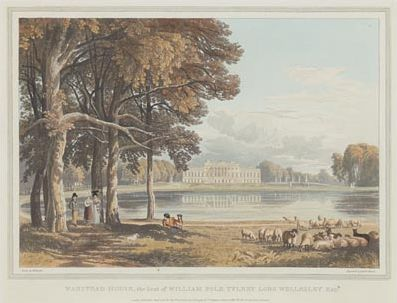
Wanstead House the seat of William Pole Tylney Long Wellesley Esq. (1815), eau-forte rehaussée par Robert Havell d'après William Havell.

Le domaine seigneurial de Wanstead était à l'origine situé sur les terres de l'Essex. Ælfric d'Eynsham accorda la jouissance du domaine aux moines rattachés à l'abbaye de Westminster. Le Domesday Book (1086) indique que le Wanstead Manor, couvert de forêts, dépend de l'évêque de Londres.
En 1499, c'est un relais de chasse, racheté par Henri VII, et transformé en maison de retraite, où le souverain reçoit, à l'abri des regards de la cour. Son fils, le futur Henri VIII, y passe une partie de sa jeunesse. Domaine royal, il connaît de nombreux embellissements, avant d'être revendu en 1674 à Josiah Child, directeur de la Compagnie britannique des Indes orientales. Son fils loue le domaine à son cousin, Richard Child, 1er comte Tylney, qui en hérite en 1704.
En 1715, Richard Child commande à l'architecte écossais Colen Campbell une nouvelle demeure, de style palladien, pour remplacer l'ancien bâtiment, qui rivaliserait avec Blenheim Palace. La construction est achevée en 1722. La façade présentait un portique constitué de six colonnes de style corinthien.
Child, devenu vicomte de Castlemaine, meurt en 1750, après avoir obtenu le droit de changer son patronyme en Tylney. De ce fait, son épouse Dorothy hérite du domaine, qui le transmet à leur fils, John Tylney, né en 1712. Cette demeure est le lieu de nombreuses réceptions, William Hogarth en donnera une représentation, John et son père étant épris entre autres de peinture et de musique. À sa mort en 1784, sans enfant, le domaine passe au fils de sa sœur aînée, James Tylney-Long (1736-1794). C'est sa fille aînée, Catherine Tylney-Long (1784-1825), qui en hérite, faisant d'elle la plus jeune et riche héritière de tout le royaume. En 1811, elle épouse William Pole-Wellesley, neveu du duc de Wellington, et qui se révèlera n'être qu'un débauché. 
Après avoir abandonné son épouse pour une autre femme, en 1825, criblé de dettes (évaluées à 250 000 £), William Pole-Tyler-Long-Wellesley, vend la demeure qui est promise à la démolition (tous les matériaux sont récupérés pour être revendus), n'en tirant seulement que 10 000 £. Le domaine devient par ailleurs un parc inaliénable, pour une durée de 1 000 ans. 
En 1880, les héritiers Wellesley vendent une grande partie du domaine à la municipalité de Londres, qui en fait le Wanstead Park.